# Atlanta Falcons
Els Atlanta Falcons són una franquícia de futbol americà professional de la National Football League (NFL) de la ciutat d'Atlanta, Geòrgia (Estats Units). Són membres de la Divisió Sud de la Conferència Nacional. El seu estadi era el mític Georgia Dome, ja enderrocat, i des de l'any 2017 el seu estadi és el Mercedes-Benz Stadium. Els seus colors són el negre, el vermell i el blanc amb tocs platejats.

## Història
Fundats el 1966 participen en la Divisió Sud des del 2002, abans jugaven a l'NFC Oest. La seva millor temporada va ser el 1998 amb la marca de 14-2 i després van vèncer en un èpic partit els Minnesota Vikings en la final de la Conferència Nacional (NFC). En la Super Bowl XXXIII van perdre per 36-14 contra els Denver Broncos a Miami. En teoria la seva pitjor temporada va ser la del 1967 amb la marca d'1-12-1, però per molts aficionats la més vergonyosa va ser la del 1974 amb un 3-11 i amb només quatre touchdowns i 31 intercepcions, amb un total de 111 punts. En total al llarg de la seva història han guanyat un campionat de conferència (1998) i tres campionats de divisió (1980, 1998,i 2004).

## Palmarès
-Campionats de Conferència (1)
- NFC: 1998

-Campionats de Divisió (3)
- NFC Oest: 1980, 1998

- NFC Sud: 2004